# Andreas Åbergh
Andreas Åbergh, ursprungligen Jönsson, född 15 november 1815 i Kristianstad, Kristianstads län död 10 augusti 1890 i Karlskrona, Blekinge län, var en svensk orgelbyggare, harmoniumtillverkare och uppfann ”symphonon” som han fick patent på 1866. Han bytte från namnet Jönsson till Åbergh under 1870-talet. Var organist i Hjortsberga församling, Lunds stift men fick avsked från tjänsten 1860.
Idag återstår endast tre orgelverk av Åbergh och orgeln i Östra Ämterviks kyrka är den orgel som är bevarad i ursprungligt skick.

## Biografi
Åbergh föddes 15 november 1815 i Kristianstad. Han var son till väktaren Pehr Jönsson och Ingar Andersdotter (1788–1871).< Han döptes den 19 november samma år och dopvittnena var väktaren Sven Johnsson och hustru, Pehr Qvant i Åsums socken, drängen Ola Nilsson från Balsby, pigorna Märtha Jönsdotter och Kierstin Jönsdotter från Råbelöv. Fadder var arbetskarlen Anders Jönssons hustru. Familjen flyttade 1818 till Broby i Östra Broby socken. I Broby arbetade hans far som urmakare. De flyttade 1829 till Karlskrona tyska församling, Karlskrona och bosatte sig på kvarter 9 nummer 40. I Karlskrona började hans far att arbeta som instrumentmakare. År 1834 flyttade familjen till Hjortsberga och bosatte sig på Tjustorp. 1838 började Åbergh att arbeta som organist. Hans far Pehr Jönsson var då instrumentmakare. Han examinerades och privilegierades 1844.
År 1874 flyttade han från Hjortsberga till Karlskrona och kom att bo hos sin syster Elna Jönsson och hennes man, fram till sin död 10 augusti 1890. Han avled av tarmförträngning och bukhinneinflammation och begravdes den 14 augusti samma år.
Den 30 september 1871 bytte Andreas och hans bror C. namn till Åbergh. Det var ett släktnamn från deras far och farfars sida.

## Elever
Åbergh hade följande orgelbyggarelev eller gesäller.
- 1844- Abraham Svensson
- 1873–1874 Gotthilf Magnus Liljeberg (Åberghs systerson).

## Orglar
Orglar som Åbergh har byggt.
| År              | Ursprunglig kyrka     | Stift      | Bild | Manualer | Pedal        | Stämmor | Bevarad orgel/fasad | Övrigt |
| --------------- | --------------------- | ---------- | ---- | -------- | ------------ | ------- | ------------------- | --- |
| 1836            | Hjortsberga kyrka     | Lunds      |      |          |              | 9       | Nej/Kanske          | Orgeln byggdes tillsammans med fadern Per Jönsson. En ny orgel byggdes 1929 av A Mårtenssons Orgelfabrik AB, Lund.                                                                                         |
| 1838            | Backaryds kyrka       | Lunds      |      |          |              |         | Nej/Nej             | Orgeln byggdes tillsammans med fadern Per Jönsson. En ny orgel byggdes 1869 av Nils Johan Modig. |
| 1838            | Långasjö kyrka        |            |      |          |              |         |                     | Orgeln byggdes tillsammans med fadern, eventuellt byggd av Johan Petter Åberg |
| 1843            | Heliga Kors kyrka     | Lunds      |      |          |              | 18      | Nej/Ja              | En ny orgel byggdes 1893 av Åkerman & Lund, Stockholm. Fasaden är ritad av Carl Gustaf Blom Carlsson. |
| 1847            | Tvings kyrka          | Lunds      |      |          |              |         | Nej/Ja              | Orgeln omändrades 1915 av Levin Johansson, Liared. En ny orgel byggdes 1967 av A Mårtenssons Orgelfabrik AB, Lund. Fasaden är ritad av Johan Fredrik Åbom. Åberghs orgeln finns idag magasinerad i kyrkan. |
| 1847            | Östra Ämterviks kyrka | Karlstads  |      | 1        | Bihängd      | 6       | Ja/Ja               | Orgeln byggdes över altaret. Orgeln renoverades 1971 av Bröderna Moberg, Sandviken. |
| 1850            | Fredsbergs kyrka      | Skara      |      |          |              | 14      | Nej/Nej             | Orgeln besiktades i maj 1850 av domkyrkoorganisten Zanders i Skara. En ny orgel byggdes 1908 av Carl Alfred Härngren.                                                                                      |
| 1852            | Fridlevstads kyrka    | Lunds      |      |          |              | 15?     | Nej/Ja              | En ny orgel byggdes 1933 av A Mårtenssons Orgelfabrik AB, Lund. |
| 1856            | Västrums kyrka        | Linköpings |      | 2        | Självständig | 14      | Ja/Ja               | Fasaden ritades av Johan Adolf Hawerman. |
| 1860            | Augerums kyrka        | Lunds      |      |          |              | 16      | Nej/Ja              | En ny orgel byggdes 1925 av Olof Hammarberg, Göteborg. |
| 1860            | Ramdala kyrka         | Lunds      |      |          |              | 12      | Nej/Nej             | En ny orgel byggdes 1924 av Olof Hammarberg, Göteborg. |
| 1862            | Lösens kyrka          | Lunds      |      |          |              | 12      | Nej/Nej             | Orgeln omändrades 1909 av Åkerman & Lund, Stockholm. En ny orgel byggdes 1930 av A Mårtenssons Orgelfabrik AB, Lund.                                                                                       |
| 1862 eller 1865 | Jämshögs kyrka        | Lunds      |      |          |              | 20      | Nej/Nej             | En ny orgel byggdes 1927 av A Mårtenssons Orgelfabrik AB, Lund. |
| 1866            | Förkärla kyrka        | Lunds      |      |          |              | 6       | Nej/Nej             | En ny orgel byggdes 1928 av A Mårtenssons Orgelfabrik AB, Lund. |
| 1869            | ?                     |            |      |          |              | 4       | Nej/Nej             | En orgel flyttades i slutet av 1800-talet till Sturkö kyrka. Den var byggd 1869 av Åbergh och hade 4 stämmor. En ny orgel byggdes i Sturkö kyrka 1967 av A Mårtenssons Orgelfabrik AB, Lund.               |
| 1870 eller 1871 | Sillhövda kyrka       | Lunds      |      |          |              | 5       | Nej/Nej             | Kyrkan och orgeln brann ner 1940. |
| 1875            | Edestads kyrka        | Lunds      |      |          |              | 8       | Nej/Ja              | Orgeln omändrades 1933 av A Mårtenssons Orgelfabrik AB, Lund. En ny orgel byggdes 1950 av Frederiksborgs Orgelbyggeri, Hilleröd], Danmark. Orgeln byggdes tillsammans med Gotthilf Magnus Liljeberg.       |
| 1877            | Brandstorps kyrka     | Skara      |      |          |              | 5       | Nej/Ja              | Fasaden ritades av Ludvig Hawerman. |
| 1878            | Rödeby kyrka          | Lunds      |      |          |              | 18      | Nej/Ja              | En ny orgel byggdes 1909 av Åkerman & Lund, Stockholm. |

Han har eventuellt byggt orgeln i Njutångers kyrka år 1885.

### Renoverade
Han har renoverat följande orglar:
| År   | Ursprunglig kyrka   | Stift      | Bild | Manualer | Pedal | Stämmor | Bevarad orgel/fasad | Övrigt      |
| ---- | ------------------- | ---------- | ---- | -------- | ----- | ------- | ------------------- | ----------- |
| 1861 | Trefaldighetskyrkan | Lunds      |      |          |       |         |                     |             |
| 1885 | Trefaldighetskyrkan | Lunds      |      |          |       |         |                     |             |
| 1886 | Västrums kyrka      | Linköpings |      |          |       |         |                     | Reparation. |

## Symphonon
| År | Ursprunglig kyrka | Stift | Bild  | Övrigt                                                     |
| -- | ----------------- | ----- | ----- | ---------------------------------------------------------- |
|    | Brandstorps kyrka |       | Skara | Skänkt av possessionaten Karl Viktor Stenborg (1823–1878). |